# Bully Buhlan

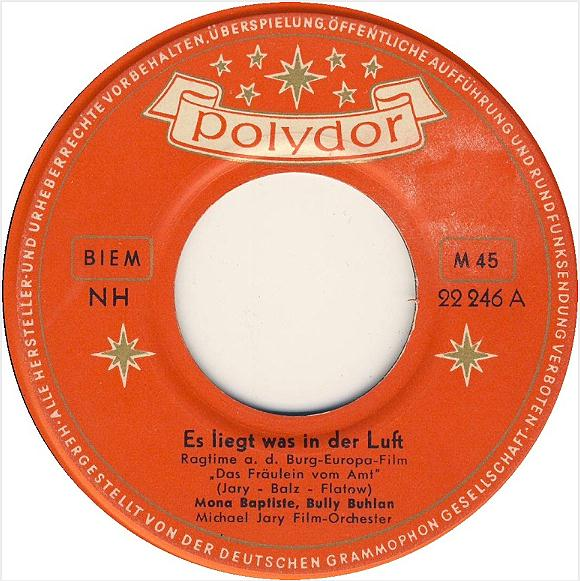
Single-Etikett
Es liegt was in der Luft,
Polydor 22246, 1954

Bully Buhlan (* 3. Februar 1924 als Hans-Joachim Buhlan in Berlin-Lichterfelde; † 7. November 1982 in Berlin-Zehlendorf) war ein deutscher Jazz- und Schlagersänger, Pianist, Schlagerkomponist und Schauspieler, der vor allem in der Nachkriegszeit und Anfang der 1950er Jahre große Erfolge feierte.

## Künstlerische Laufbahn
Buhlan begann während des Zweiten Weltkriegs ein Jurastudium, das er später abbrach. Nebenbei betätigte er sich als Pianist und trat mit seinen Swing-Darbietungen in so bekannten Lokalen wie dem Groschenkeller und im Café Leon auf. 1945 holte ihn der damalige Orchesterchef Michael Jary in das neu gegründete Radio Berlin Tanzorchester. Als Jary erkannte, dass Buhlan auch über sängerische Qualitäten verfügte, machte er ihn zum Frontsänger des Orchesters.
Als 1947 in Berlin die neue Plattenfirma Amiga gegründet wurde, gehörte Bully Buhlan zu den ersten Interpreten, mit denen Schallplatten produziert wurden. Zu seinen bekanntesten Amiga-Titeln zählt der Chattanooga Choo Choo, den er zusammen mit Peter Rebhuhn unter dem Titel 'Kötzschenbroda-Express' aufgenommen hatte. Nach acht veröffentlichten Singles verließ Buhlan die von der sowjetischen Besatzungsmacht kontrollierte Amiga und wechselte 1948 zur Plattenfirma Odeon im Westen Berlins, wo drei Singles produziert wurden, unter anderem mit dem Titel Gib mir einen Kuß durchs Telefon. Es folgten 1949 drei weitere Singles bei Telefunken. Noch im selben Jahr schloss damals Deutschlands größte Plattenfirma Polydor einen langfristigen Vertrag mit dem Berliner Sänger ab. In den ersten Jahren entstanden die für Buhlan typischen Lieder Ich hab’ mich so an dich gewöhnt oder Ham' se nich' 'ne Braut für mich. Als Ende 1953 in Deutschland die ersten Musikcharts veröffentlicht wurden, gehörte Buhlan früh zu den bewerteten Interpreten. Mit dem Titel Angelika wurde er im Frühjahr 1954 auf Platz 21 notiert. Zuvor hatte er in der Filmbranche ebenfalls einen Erfolg zu feiern, als er in dem 1953 erschienenen Film Das singende Hotel eine der Hauptrollen übertragen bekam. Insgesamt trat Bully Buhlan in mehr als 30 Kino- und Fernsehproduktionen auf.
Im Schallplattengeschäft wurde ihm von Polydor für mehrere Schallplatten die Sängerin Rita Paul als Duettpartnerin zur Seite gestellt, mit der er vier Schallplatten besang. Eine weitere Duett-Partnerin war Mona Baptiste, ihr gemeinsames Lied Es liegt was in der Luft erreichte in den Automatenmarkt-Charts 1954 Platz zwei – der größte Plattenerfolg für Buhlan, der sich bis 1956 insgesamt fünfmal in den Hitlisten platzieren konnte. Beim Berliner Publikum machte er sich besonders mit seinen Berlin-bezogenen Liedern beliebt, wie z. B. Ich hab' noch einen Koffer in Berlin (1951), Ja der Kurfürstendamm (1961) oder Das Lied von der Krummen Lanke (1961). In  den 1960er Jahren arbeitete Buhlan mehrfach mit dem West-Berliner Sender RIAS zusammen, der ebenfalls mit ihm mehrere Gesangstitel produzierte, die aber zunächst nicht auf Schallplatte erschienen (z. B. Wer mal am Kurfürstendamm seinen Kaffee trank, Auf meinem Konto steht das Komma zu weit links).
Zu dieser Zeit war Buhlans Popularität außerhalb Berlins bereits gesunken, sein Plattenabsatz stagnierte. Schon 1962 hatte Polydor das Interesse an dem fast 40-Jährigen verloren, der das junge Publikum nicht mehr anzog. Ein kurzes Intermezzo bei der Plattenfirma Philips mit nur einer Plattenveröffentlichung (Polly-Wolly-Holiday) brachte keine Kehrtwende, anschließend wurden bis auf eine „Extra-Single“ zu einer LP-Dokumentation zum Thema „50 Jahre deutscher Rundfunk“ mit dem Titel Liebes, altes Dampfradio (1973) mit Buhlan keine Schallplatten mehr produziert. Lediglich das Fernsehen verschaffte ihm noch bis Anfang der 1970er Jahre deutschlandweite Auftritte. Als zum Ende des Jahrzehnts die Oldiewelle Auftrieb erhielt, versuchte Bully Buhlan ein Comeback. Nach seinem Auftritt in der Fernsehproduktion Ein kleines Glück auf allen Wegen (1980) plante er eine Tournee durch Deutschland mit Bibi Johns und seiner früheren Duettpartnerin Mona Baptiste. Sein plötzlicher Tod am 7. November 1982 nach einem Herzinfarkt ließ die Pläne platzen. Auf dem Berliner Waldfriedhof Dahlem fand er seine letzte Ruhestätte. Sein Grab ist seit November 2018 als Ehrengrab der Stadt Berlin gewidmet.

## Diskografie

### Schellack
| A/B-Seite                                                                       | Katalog-Nr. | veröffentl. |
| ------------------------------------------------------------------------------- | ----------- | ----------- |
|                                                                                 | Amiga       |             |
| Ich mach Musik / (RBT-Orchester: Swing It)                                      | 1106        | 1947        |
| Chattanooga Choo Choo (I) / Chattanooga Choo Choo (II) (& Peter Rebhuhn)        | 1109        | 1947        |
| Ja, wenn ich ein Tänzer wär’ / (P. Rebhuhn: Komm mit mir)                       | 1110        | 1947        |
| You Won’t Be Satisfied / Treppauf – Treppab                                     | 1131        |             |
| Hallo Baby Mademoiselle / (Tanzorchester Leipzig: Apple Honey)                  | 1167        |             |
| Kaloriensong / (Tanzorchester Leipzig: Alexander’s Ragtime Band)                | 1170        |             |
| Ich wollt’ mich nicht in sie verlieben / (Tanzorchester Leipzig: Studie in F)   | 1172        |             |
| Ein Mann mit knarrenden Schuhen / (Cornel-Trio: Die Rose vom Wörther See)       | 1185        |             |
|                                                                                 | Odeon       |             |
| Gib mir einen Kuß durchs Telefon / Sieben auf einen Streich                     | 26632       | 1948        |
| Räuberballade / Don Juan                                                        | 26633       | 1948        |
| Ja, mein guter Freund / Wunschballade                                           | 26646       | 1948        |
|                                                                                 | Telefunken  |             |
| Nur die Ruhe / (Walter Hauck: Geisterreiter)                                    | 10848       | 1949        |
| Ich bin ein armer Troubadour / Wenn der Hein in Rio ist                         | 10849       | 1949        |
| Nur die Ruhe / Opapa                                                            | 10894       | 1949        |
|                                                                                 | Polydor     |             |
| Wir tanzen wieder Polka / (Gloria Astor: Die Nachtigall singt)                  | 48233       | 09/1949     |
| Ich hab’ die Liebe nicht erfunden / (Ilja Glusgal: Chiquita)                    | 48234       | 09/1949     |
| Ich war nie mit Susi allein / Anna, Betty                                       | 48431       | 11/1950     |
| Was kann denn mein Herz dafür / Ja in Mexiko                                    | 48458       | 12/1950     |
| Ja, was bliebe / Ich hab’ mich so an dich gewöhnt                               | 48476       | 02/1951     |
| Ham’ se nich’ ’ne Braut für mich / Alles wegen dir                              | 48480       | 02/1951     |
| Pst, hinter ihnen steht einer / Am Samstag um vier (& Rita Paul)                | 48546       | 1951        |
| Das ist nichts für kleine Mädchen / Klein-Baby                                  | 48569       | 1951        |
| Kunigunde / Ich trau’ mich nicht                                                | 48571       | 1951        |
| Lieber Leierkastenmann / Ich hab’ noch einen Koffer in Berlin                   | 48573       | 1951        |
| Damenwahl / Das Ding mit dem Pfiff                                              | 48588       | 1951        |
| Ein Gläschen Wein und du / (R. Paul: Ich zähl’ mir’s an den Knöpfen ab)         | 48694       | 1952        |
| Ein Musikus, ein Musikus / Das Lebenslied                                       | 48728       | 1952        |
| Dein Herz ist aus Stein / Bei Katarina brennt noch Licht                        | 48763       | 1952        |
| Mäcki-Boogie / Du sollst mir doch nicht immer … (& R. Paul)                     | 48839       | 1952        |
| Rum – Rum – Rum / Ein Foto von dir                                              | 48877       | 12/1952     |
| Brauchst du für’s Herz ’ne Miss / Junge – Junge – Junge (& R. Paul)             | 48971       | 05/1953     |
| Wenn ich Generaldirektor wär’ / Angelika                                        | 49064       | 1954        |
| Lili-Boogie / Fridolin                                                          | 49079       | 1954        |
| Seid ihr alle da / Eine einzige Stunde                                          | 50039       | 1955        |
| Was, du brauchst schon wieder Geld / Das kann doch keine Sünde sein (& R. Paul) | 50141       | 1955        |

### Vinyl-Singles
| A/B-Seite                                                                        | Katalog-Nr. | veröffentl. |
| -------------------------------------------------------------------------------- | ----------- | ----------- |
|                                                                                  | Polydor     |             |
| Was versteht denn ein Cowboy / (Lonny Kellner: Manhattan Boogie)                 | 22013       | 01954       |
| Lieber Leierkastenmann / Ich hab' noch einen Koffer in Berlin                    | 22161       | 01954       |
| Liebes kleines Fräulein Susi / Weine doch nicht                                  | 22245       | 05/1954     |
| Es liegt was in der Luft / Liebesgeständnis (& Mona Baptiste)                    | 22246       | 06/1954     |
| Gilli-Gilli-Oxenpfeffer-Katzenellenbogen in Tirol / Good Night                   | 22350       | 09/1954     |
| Ich lese dir die Wünsche von den Augen ab / Ich könnt’ dich anschaun stundenlang | 22456       | 01955       |
| Mac's Rag / So wie meine                                                         | 22493       | 1955        |
| Ich möcht auf deiner Hochzeit tanzen / Zwei Herzen im Mai                        | 23038       | 01955       |
| Seid ihr alle da / Eine einzige Stunde mit dir                                   | 23039       | 01955       |
| Was, du brauchst schon wieder Geld / Das kann doch keine Sünde sein (& R.Paul)   | 23141       | 01955       |
| Ich hab' dir aus Ägypten einen Kaktus mitgebracht / Tür zu!                      | 23210       | 05/1956     |
| Du wirst niemals ein Cowboy / Links ein Mädchen, rechts ein Mädchen              | 23261       | 01956       |
| Eine Frau muß man küssen / Mir ist so Dideldadeldum (& M.Baptiste)               | 23327       | 01956       |
| Leo, Leo, Leo / Irgendwann, irgendwie, irgendwo                                  | 23420       | 02/1957     |
| So schön ist Melanie / Signorina aus Messina                                     | 23508       | 01957       |
| Wie lange das noch gut geht / Sowas wie Dich                                     | 23586       | 12/1957     |
| Heute abend Ball / Ich schreibe meiner Frau heut' einen Liebesbrief              | 23615       | 01958       |
| Räuber-Ballade / Kannst du das vergessen                                         | 23675       | 01958       |
| Einmal blond, einmal braun / Fragen sie den Fachmann                             | 23766       | 01958       |
| Ja, der Tobby / Du bist ja viel zu schade                                        | 23829       | 01958       |
| Das war der Schinderhannes / Räuber-Rock                                         | 23898       | 01/1959     |
| Frühling an der Seine / Es gibt noch Liebe auf den ersten Blick                  | 24188       | 02/1960     |
| Mister Bye-Bye / Warum soll ausgerechnet ich                                     | 24360       | 10/1960     |
| Einmal sind wir wieder vereint / Wir wollen den Weg gemeinsam gehen              | 24549       | 07/1961     |
| Erdbeertorte / Boys and Girls                                                    | 24592       | 08/1961     |
| Das Lied von der Krummen Lanke / Wenn Nante heut' noch lebte                     | 24671       | 11/1961     |
| Ich bin verliebt in das ganze Ballett / Wilhelmina                               | 24680       | 01/1962     |
| Die Erdbeertorte / Boys und Girls                                                | 24876       | 07/1962     |
| Schwiegermutter-Polka / Fragen sie Frau Sybille                                  | 52078       | 07/1963     |
| Ich soll dich grüßen von Berlin / Ich schick dir eine Karte                      | 52494       | 05/1965     |
|                                                                                  | Philips     |             |
| Polly-Wolly-Holiday / Junge Herzen haben Sehnsucht (& Karin Rother)              | 345599      | 08/1963     |

## Filmografie (Auswahl)
- 1946: Sag’ die Wahrheit
- 1950: Drei Mädchen spinnen
- 1950: Es begann um Mitternacht
- 1952: Der keusche Lebemann
- 1952: Heimweh nach Dir
- 1952: Königin der Arena
- 1953: Das singende Hotel

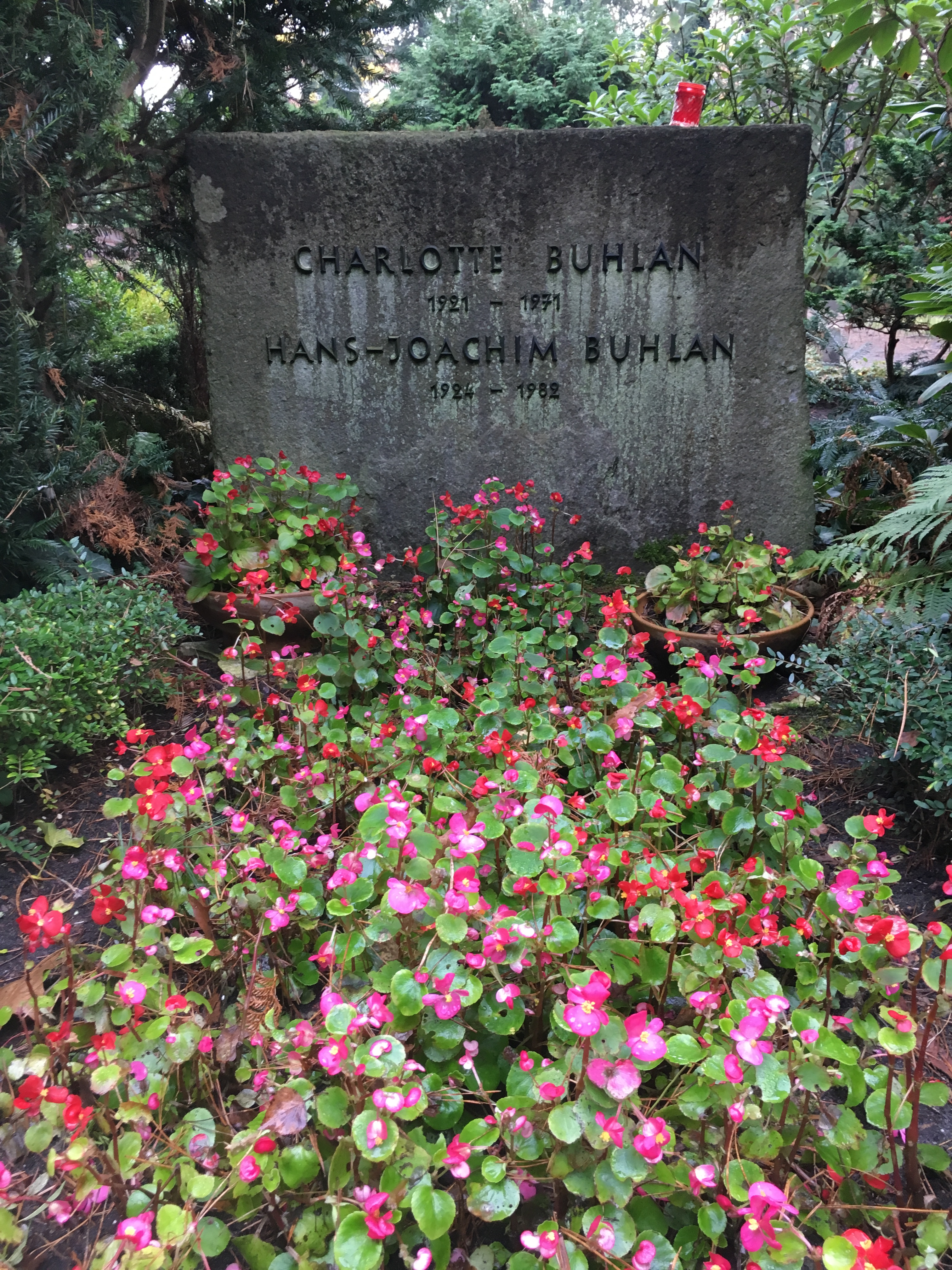
Grabstätte von Bully Buhlan

- 1953: Das Früchtchen (Ein tolles Früchtchen)
- 1953: Schlagerparade
- 1954: Große Star-Parade
- 1954: Fräulein vom Amt
- 1954: Raub der Sabinerinnen
- 1955: Wie werde ich Filmstar?
- 1955: Wunschkonzert
- 1955: Ball im Savoy
- 1956: Ich und meine Schwiegersöhne
- 1956: Kaiserball
- 1956: Mädchen mit schwachem Gedächtnis
- 1960: Marina
- 1971: Glückspilze (Fernsehfilm)